# Dombasle-sur-Meurthe
Dombasle-sur-Meurthe település Franciaországban, Meurthe-et-Moselle megyében. Lakosainak száma 9528 fő (2022. január 1.). Dombasle-sur-Meurthe Flainval, Haraucourt, Hudiviller, Rosières-aux-Salines, Sommerviller és Varangéville községekkel határos.

## Népesség
A település népességének változása:
| Lakosok száma | 9477 | 9482 | 8950 | 10 146 | 9889 | 10 161 | 9981 | 9694 | 9733 | 9528 |
|               | 1968 | 1982 | 1999 | 2008   | 2012 | 2013   | 2016 | 2018 | 2020 | 2022 |